# Makado (Beek)

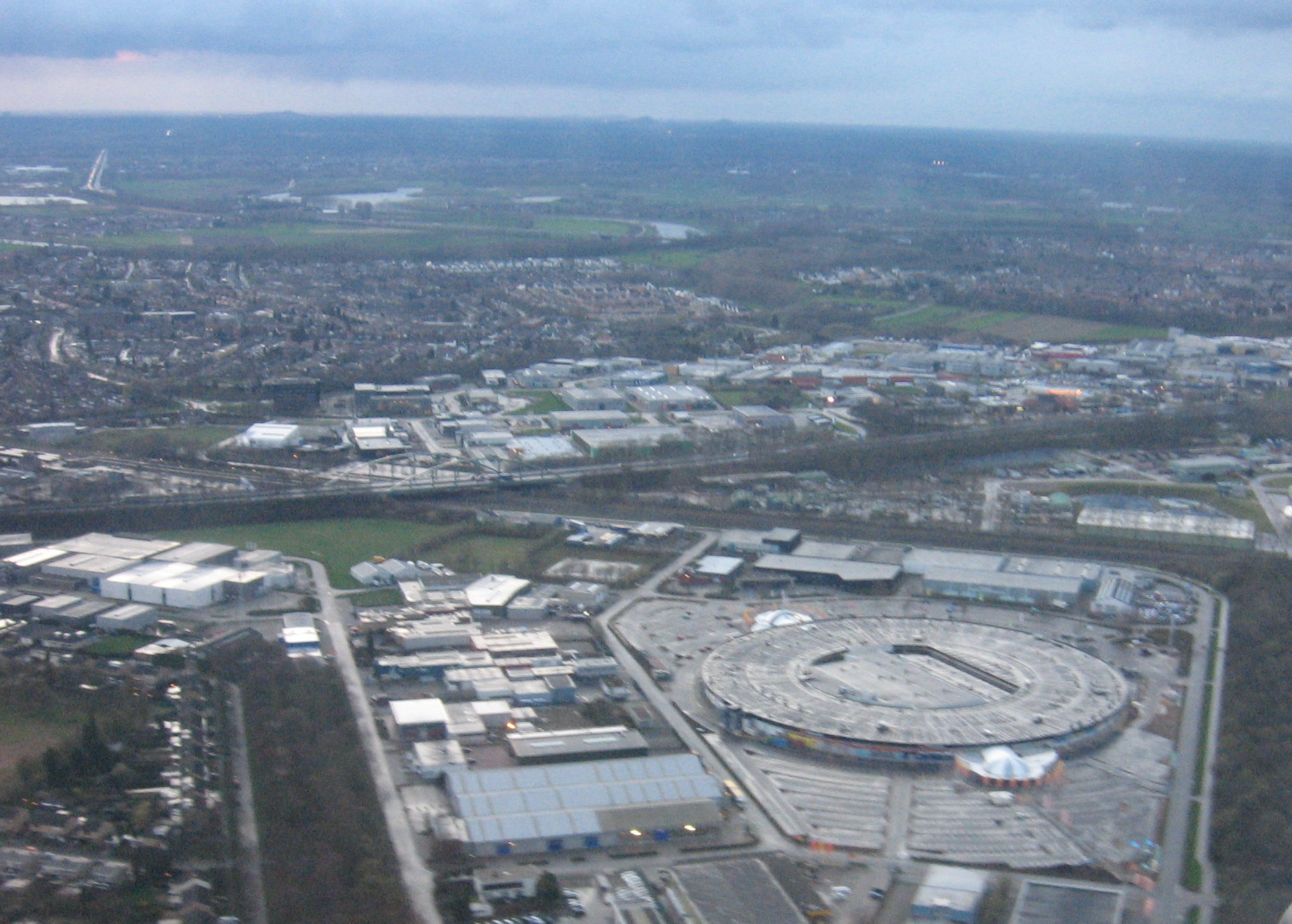
Makado gezien vanuit de lucht

Makado is een overdekt winkelcentrum gelegen aan de A2 in Beek. Het cirkelvormige complex telt ongeveer 80 winkels en is daarmee het grootste winkelcentrum van Zuid-Limburg. In de volksmond wordt het winkelcentrum (jaren na het wijzigen van de winkelformule) ook wel als Miro aangeduid. Bij de opening van het winkelcentrum was de Miro de grootste winkel in het winkelcentrum, maar werd bij het verdwijnen van de Miro winkelformule omgezet in een Albert Heijn vestiging.  Ook in Alblasserdam, Schagen, Nieuwegein en Purmerend staan winkelcentra met dezelfde naam.

## Uitbreiding 2016-2017
In 2016 en 2017 is Makado Beek uitgebreid met een aanbouw van 7.500m2 aan de noord-west kant. Daarnaast is een parkeergarage met 1500 plekken gerealiseerd. Een aantal winkels zijn verplaatst, zoals de Albert Heijn. Deze zit nu in de nieuwe aanbouw met aanmerkelijk minder vloeroppervlak. Daarnaast heeft Lidl zich in de nieuwbouw gevestigd